# Klokočí (Přerov)
Klokočí é uma comuna checa localizada na região de Olomouc, distrito de Přerov.